# Aleksander Szyszkow

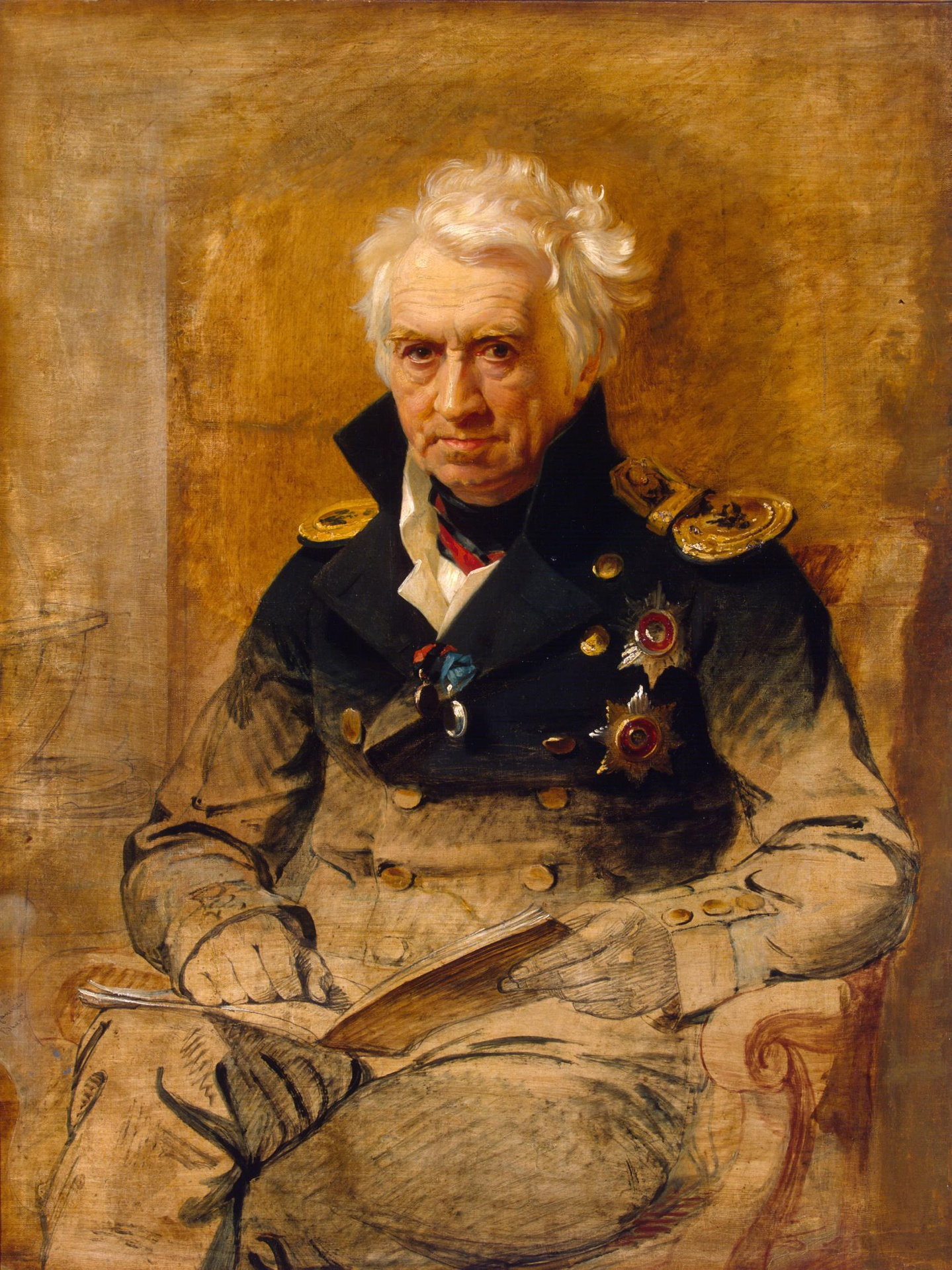
Aleksander Szyszkow (portret)

Aleksander Szyszkow (1754–1841) – rosyjski myśliciel nacjonalistyczny. W latach 1824–1828 minister oświaty. Bronił zajadle opinii Rosji przed atakami cudzoziemców. Był członkiem Towarzystwa Miłośników Słowa Rosyjskiego, potocznie nazywanego „Biesiadą”.